# 成宜高速铁路
成都至宜宾高速铁路，简称成宜高铁，又称成自宜高速铁路，成自宜高铁，是中國一条连接四川省成都市与同省自贡市和宜宾市的高速铁路，全長261公里，天府新区至宜宾段设计速度350公里/小时，成都东至天府新区段設計速度250公里/小時。线路起自成都东站，经四川省资阳市、内江市，进入自贡市境内，到达自贡站，与绵泸高速铁路连接，另设有资阳北支线连接既有成渝客运专线资阳北站。
线路在自贡站继续前往渝昆高速铁路宜宾站，形成成都经自贡、宜宾前往昆明的“八纵八横”铁路客运网中京昆通道之蓉昆高铁。
2023年5月8日，根据国铁集团有关通知，成自高速铁路正式更名为成宜高速铁路，其中宜宾东至宜宾段属于渝昆高速铁路。12月26日，成宜高速铁路正式通車。

## 建设历史
2017年10月，成都至自贡高速铁路天府机场段初步设计获批，随后同成都天府国际机场一同施工。
2019年1月18日，中国铁路总公司、四川省人民政府联合批复了成都至自贡高速铁路可行性研究报告。3月27日，除天府机场段外，全线举行开工仪式，预计将于下半年全面开工。
2021年6月15日，成自高铁成自泸高速立交双线特大桥合龙。11月1日，成自高铁开始盾构施工。
2022年5月5日，成自高铁全线第一高桥球溪河双线大桥主跨合龙。5月30日，全线最长隧道，全长13.34公里的白云山隧道顺利贯通。隧道位于四川省内江市资中县、威远县境内，为单洞双线隧道，设计时速350公里，全长13.34公里，穿越七座水库，施工难度较大。7月11日，成自宜高铁进入无砟轨道全面施工阶段。10月10日，全线首个标段完成箱梁架设。12月12日，成自宜高铁全线隧道贯通。12月31日，成自宜高铁全面进入铺轨阶段。
2023年3月26日，成自宜高铁全线桥梁架设完成。2023年5月8日，根据国铁集团有关通知，成自高速铁路正式更名为成宜高速铁路。7月10日，成都至自贡至宜宾高速铁路全线铺轨完成。7月24日，成宜高铁天府机场段工程完工，进入静态验收阶段。8月21日，成宜高铁接触网工程冷滑试验正式开启。9月21日，联调联试工作正式启动。11月19日，进入运行试验阶段。12月26日，成宜高速铁路正式开通运营。

## 车站
成都至宜宾高速铁路设车站13座（含支线车站）。线路北起成都东站，往南经成都天府新区设天府站，往东南穿过龙泉山一号隧道后进入空港国际新城范围并设立三岔湖站，在成都天府国际机场下方设天府机场站。之后向南进入资阳市境内，设资阳西站。向南进入资中县境内，在球溪镇设资中西站。继续往南穿过尖山山脉，在威远县境内设威远站。往东南方延伸，接入自贡站。同时设资阳北支线，由天府机场南方天星井线路所引出，接入既有成渝客运专线资阳北站。
线路北接成都铁路枢纽，南接渝昆高速铁路，同时资阳北支线连接成渝客运专线。

## 运营
该线路将由中国铁路成都局集团有限公司运营，并将与渝昆高速铁路宜宾至昆明段贯通运行。

## 意义
成都至宜宾高速铁路是成都天府国际机场规划的配套铁路，天府机场至川南自贡市的距离縮短至半小時，到内江、宜宾、泸州的距离也显著缩短，预计将会分流部分來往川南地區至重庆江北国际机场的客量。
成都至宜宾高速铁路在宜宾接入渝昆高速铁路，形成成都至昆明的高速通道蓉昆高铁，是国家“八纵八横”铁路客运网中京昆通道的重要组成部分。